# Ernst Herzfeld
Ernst Emil Herzfeld (23 de juliol de 1879 – 20 de gener de 1948) fou un arqueòleg i iranòleg alemany.

## Biografia
Nascut a Celle, província de Hannover, estudià arquitectura a Múnic i Berlín, que compaginava amb classes d'assiriologia, història antiga i la història de l'art.
Entre 1903 i 1905 va ser assistent de Walter Andrae en les excavacions d'Assur, i més tard va viatjar extensament a l'Iraq i l'Iran. Va examinar i documentat molts llocs històrics de Turquia, Síria, Pèrsia (Iran, després) i sobretot de l'Iraq, com Bagdad i Ctesifont. A Samarra va dur a terme entre 1911 i 1913 les primeres excavacions d'un període islàmic. El 1920, després del servei militar durant la Primera Guerra Mundial, va ser nomenat professor titular de Landes- und Altertumskunde des Orients de Berlín, en la que seria la primera càtedra d'arqueologia sobre el Pròxim Orient en el món. De 1923 a 1925 va començar les exploracions a Pèrsia i va descriure moltes de les ruïnes més importants dels països de la zona per primera vegada. El 1925 es va traslladar a Teheran, on va romandre la major part del temps fins a l'any 1934. Va tenir un paper decisiu en la creació d'una llei persa d'antiguitats i va excavar a les capitals aquemènides de Pasàrgada i Persèpolis.
Se'n va anar de l'Iran a finals de 1934 per establir-se durant un any a Londres, tot i que mai va tornar-hi. El 1935 es va veure obligat, per motius racials (ell era d'origen jueu), a abandonar la seva feina a Alemanya i es va convertir en un membre del cos docent de l'Institut d'Estudis Avançats (1936 – 1944). Va morir a la ciutat suïssa de Basilea el 1948.

## Arxius
La major part dels documents d'Ernst Herzfeld es troba en els arxius de la Galeria Freer d'Art i la Galeria Arthur M. Sackler de la Smithsonian Institution, a Washington DC. El material, uns 30.000 documents, inclou els seus quaderns de camp, fotografies, dibuixos i inventaris d'objectes de les seves excavacions a Samarra, Persèpolis, Pasàrgada a l'Iran, l'Iraq, Turquia i Síria.

## Obra publicada
- Iranische Felsreliefs, 1910
- Archäologische Reise im Euphrat- und Tigris-Gebiet, 4 vols., 1911-1920 (amb Friedrich Sarre)
- Paikuli, 2 vols., 1924
- Die Ausgrabungen von Samarra, 5 vols., 1923-1930
- Archaeological History of Iran, (Schweich Lectures for 1934)
- Altpersische Inschriften, 1938
- Iran in the ancient East, 1940
- Zoroaster and his world, 2 vols., 1947